# Sticky & Sweet Tour (album)
Sticky & Sweet Tour – trzeci koncertowy album amerykańskiej wokalistki Madonny wydany 29 marca 2010. Mimo iż jest to już wydawnictwo dla wytwórni Live Nation, jego dystrybucją zajęła się Warner Bros. Records, dla której artystka poprzednio nagrywała albumy. DVD, którego reżyserami są Nathan Rissman i Nick Wickman przedstawia jeden z koncertów, który odbył się w ramach trasy Sticky & Sweet Tour w 2008 roku. Materiał zarejestrowano na Estadio Monumental, podczas koncertów w Buenos Aires. Płyta została wydana w formie dwóch pakietów DVD + CD oraz Blu-ray + CD. Jest to pierwsze wydawnictwo Madonny dostępne na nośniku Blu-ray.

## Lista utworów
| #   | Tytuł | Czas |
| --- | --- | ---- |
| 1.  | "Candy Shop Medley" (wersja live) Autor: Pharrell Williams, Madonna Ciccone Producent: The Neptunes, Madonna                                                                      | 3:45 |
| 2.  | "Beat Goes On" (wersja live) featuring Kanye West Autor: Pharrell Williams, Madonna Ciccone, Kanye West Producent: The Neptunes, Madonna                                          | 4:24 |
| 3.  | "Human Nature" (wersja live) Autor: Madonna Ciccone, Dave Hall, Shawn McKenzie, Kevin McKenzie, Michael Deering Producent: Madonna, Dave "Jam" Hall                               | 3:52 |
| 4.  | "Vogue 2008" (wersja live) Autor: Madonna Ciccone, Shep Pettibone Producent: Madonna, Shep Pettibone, Craig Kostich                                                               | 4:31 |
| 5.  | "She's not Me" (wersja live) Autor: Pharrell Williams, Madonna Ciccone Producent: The Neptunes, Madonna                                                                           | 4:38 |
| 6.  | "Music 2008" (wersja live) Autor: Madonna Ciccone, Mirwais Ahmadzaï Producent: Madonna, Mirwais                                                                                   | 5:10 |
| 7.  | "Devil Wouldn't Recognize You" (wersja live) Autor: Madonna Ciccone, Timothy Mosley, Justin Timberlake, Nathanial Hills, Joe Henry Producent: Timbaland, Justin Timberlake, Danja | 5:42 |
| 8.  | "Spanish Lesson" (wersja live) Autor: Pharrell Williams, Madonna Ciccone Producent: The Neptunes, Madonna                                                                         | 3:52 |
| 9.  | "La Isla Bonita 2008" (wersja live) Autor: Madonna Ciccone, Patrick Leonard, Bruce Gaitsch Producent: Madonna, Patrick Leonard                                                    | 5:34 |
| 10. | "You Must Love Me" (wersja live) Autor: Andrew Lloyd Webber, Tim Rice Producent: Nigel Wright, Alan Parker, Andrew Lloyd Webber, David Caddick                                    | 3:45 |
| 11. | "Get Stupid Medley" (wersja live) Autor: Pharrell Williams, Madonna Ciccone Producent: The Neptunes, Madonna                                                                      | 3:04 |
| 12. | "Like a Prayer 2008" (wersja live) Autor: Madonna Ciccone, Patrick Leonard Producent: Madonna, Patrick Leonard                                                                    | 5:31 |
| 13. | "Give It 2 Me" (wersja live) Autor: Pharrell Williams, Madonna Ciccone Producent: The Neptunes, Madonna                                                                           | 8:20 |

### Utwory bonusowe
|     | Digital download z iTunes |      |
| #   | Tytuł | Czas |
| --- | --- | ---- |
| 5.  | "Heartbeat" (wersja live) Autor: Pharrell Williams, Madonna Ciccone Producent: The Neptunes, Madonna                                                                                          | -:-- |
| 6.  | "Borderline" (wersja live) Autor: Reggie Lucas Producent: Reggie Lucas | -:-- |
| 14. | "4 Minutes" (wersja live) featuring Justin Timberlake and Timbaland Autor: Madonna Ciccone, Timothy Mosley, Justin Timberlake, Nathanial Hills Producent: Timbaland, Justin Timberlake, Danja | -:-- |
| 16. | "Ray of Light" (wersja live) Autor: Madonna Ciccone, William Wainwright, Clive Muldoon, Dave Curtis, Christine Leach Producent: Madonna, William Ørbit                                        | -:-- |

## Certyfikaty i sprzedaż
| Kraj              | Certyfikat  | Sprzedaż | Najwyższa pozycja |
| ----------------- | ----------- | -------- | ----------------- |
| Brazylia          | -           | 45 000   | 2                 |
| Dania             | -           | -        | 27 (2 tygodnie)   |
| Europa            | -           | -        | 2                 |
| Finlandia         | -           | -        | 7                 |
| Francja           | -           | 36 000   | 6                 |
| Hiszpania         | -           | -        | 3                 |
| Holandia          | -           | -        | 4                 |
| Japonia           | -           | 22 000   | 10                |
| Kanada            | -           | 11 000   | 3                 |
| Meksyk            | złota płyta | 50 000   | 1                 |
| Niemcy            | -           | 25 000   | 11                |
| Nowa Zelandia     | -           | -        | 20                |
| Polska            | złota płyta | 10 000   | 5                 |
| Portugalia        | -           | -        | 1 (2 tygodnie)    |
| Stany Zjednoczone | -           | 58 000   | 10                |
| Szwajcaria        | -           | -        | 5                 |
| Szwecja           | -           | -        | 5                 |
| Wielka Brytania   | -           | 24 000   | 17                |
| Włochy            | -           | 44 000   | 2                 |